# ТЕЦ Gulf NLL 2
12°49′46″ пн. ш. 101°15′11″ сх. д. / 12.82944° пн. ш. 101.25306° сх. д.
ТЕЦ Gulf NLL 2 — теплоелектроцентраль, яка споруджена у тайській провінції Районг (на південний схід від столиці країни Бангкоку).
У 2019 році на майданчику станції став до ладу парогазовий блок комбінованого циклу номінальною потужністю 126,97 МВт, в якому дві газові турбіни живлять через відповідну кількість котлів-утилізаторів одну парову турбіну.
Станція отримала довгостроковий контракт на викуп 90 МВт потужності державною електроенергетичною компанією Electric Generating Authority of Thailand (EGAT), тоді як надлишкова електроенергія та вироблена технологічна пара в обсягах 10 тонн на годину постачаються підприємствам індустріальної зони.
Як паливо станція використовує природний газ (її майданчик знаходиться неподалік від газопереробного заводу Районг, та газотранспортного коридору Районг — Бангпаконг).
Проект реалізували через Gulf NLL2 Company Limited (GNLL2), власниками якої із частками 74,99 % та 25,01 % є Gulf JM Company Limited (GJP) та WHA Utilities and Power PCL (WHAUP). При цьому GMP належить Gulf Energy Development Public Company (найбільший тайський приватний інвестор в електроенергетику) та японській Mitsui, що мають частки 70 % та 30 % відповідно, тоді як WHAUP є частиною WHA Group, що, зокрема, займається розвитком кількох тайських індустріальних парків.
Можливо також відзначити, що поруч з ТЕЦ Gulf NLL 2 знаходиться майданчик ТЕЦ Gulf NLL, яку спорудила та ж Gulf Energy Development, але в партнерстві з іншою японською компанією.